# Okręgowe rozgrywki w piłce nożnej woj. warmińsko-mazurskiego (2006/2007)

## I, II i III liga
Drużyny z województwa warmińsko-mazurskiego występujące w ligach centralnych i makroregionalnych:
- I liga - brak
- II liga - brak
- III liga - Drwęca Nowe Miasto Lubawskie, Olimpia Elbląg

## IV liga
| Poz. | Klub             | M  | Pkt. | Bramki |
| ---- | ---------------- | -- | ---- | ------ |
| 1    | OKS 1945 Olsztyn | 30 | 81   | 87-27  |
| 2    | Jeziorak Iława   | 30 | 67   | 65-17  |
| 3    | Huragan Morąg    | 30 | 64   | 48-22  |
| 4    | Płomień Ełk      | 30 | 59   | 74-43  |
| 5    | Mrągowia Mrągowo | 30 | 44   | 50-43  |
| 6    | Zatoka Braniewo  | 30 | 42   | 54-54  |
| 7    | Sokół Ostróda    | 30 | 40   | 34-41  |
| 8    | Granica Kętrzyn  | 30 | 35   | 33-55  |
| 9    | Motor Lubawa     | 30 | 35   | 37-44  |
| 10   | Start Działdowo  | 30 | 35   | 34-42  |
| 11   | Polonia Pasłęk   | 30 | 31   | 27-46  |
| 12   | Zamek Kurzętnik  | 30 | 31   | 37-45  |
| 13   | Mamry Giżycko    | 30 | 30   | 26-69  |
| 14   | Rominta Gołdap   | 30 | 29   | 40-55  |
| 15   | MKS Szczytno     | 30 | 26   | 30-51  |
| 16   | DKS Dobre Miasto | 30 | 20   | 27-49  |

## Baraże o IV ligę
- GKS Wikielec  - MKS Szczytno 0:1/1:0 k. 3:5
- Rominta Gołdap - Vęgoria Węgorzewo 0:3/1:1

## Klasa okręgowa

### grupa I
- awans: Czarni Olecko, Vęgoria Węgorzewo
- spadek: Olimpia Miłki, Cresovia Górowo Iławeckie

### grupa II
- awans: Concordia Elbląg
- spadek: GSZS Rybno

## Baraże o klasę okręgową
MGKS Tolkmicko - Olimpia Miłki 4:1

## Klasa A
- grupa I:
  - awans: Błękitni Pasym
  - spadek: GKS Dźwierzuty
- grupa II:
  - awans: LZS Lubomino-Wilczkowo
  - spadek:Granica Zagaje
- grupa III:
  - awans: GLKS Jonkowo
  - spadek: Burza Słupy, Warmianka Bęsia, Kormoran Lutry
- grupa IV:
  - awans: Osa Ząbrowo
  - spadek: GKS LZS Iława, Drwęca Samborowo

## Klasa B
- grupa I - awans: Wilczek Wilkowo
- grupa II - awans: Jastrząb Ględy
- grupa III -awans: Unia Susz
- grupa IV - awans: KP Szczytno
- grupa V - awans: Mewa Smykowo
- grupa VI - awans: Tempo Wipsowo

## Wycofania z rozgrywek
Lider Linowiec, Orzeł Olsztyn, ZEON Wierzbica, LZS Rumienica, Drwęca Samborowo, Błyskawica Kałduny, MKS II Korsze, Zalew Batorowo, Cegielnie Olsztyńskie Unieszewo

## Nowe zespoły
MKS II Korsze, Sokół Garbno, Sambia II Świątki/Skolity, GLKS II Miłakowo, Magdalenka Markusy, SKF Kunki, Zalew Batorowo, Warmiak II Łukta, Pogezania Milejewo, Avista Łążyn, WKS Dąbrówka Wielka, Concordia II Elbląg